# Шлиффен, Альфред фон
Граф Альфред фон Шли́ффен (нем. Alfred Graf von Schlieffen, 28 февраля 1833, Берлин — 4 января 1913, Берлин) — граф, прусский генерал-фельдмаршал (1 января 1911 года), начальник германского Генерального штаба с 1891 по 1905 год. Получил широкую известность благодаря разработанному им к 1905 году плану Шлиффена по разгрому Третьей французской республики и Российской империи.

## Биография
Учился в Берлинской Иоахимовской гимназии, Берлинском университете и Военной академии. В службе (1853), офицер (1854), генерал-майор (1886), генерал-лейтенант (1888), генерал от кавалерии (1893), генерал-полковник с рангом генерал-фельдмаршала (11.09.1903) и генерал-фельдмаршал (01.01.1911) прусской службы.
Участвовал в австро-прусской войне 1866 года и в франко-прусской войне 1870—1871 годов. Командир 1-го гвардейского уланского полка (1876—1884). В 1880-х годах — начальник отдела в Большом Генеральном штабе и начальник (1891—1906) Генерального штаба армии. Генерал-адъютант императора Германского, короля Прусского (1892). Пожизненный член прусской Палаты господ. С 1906 года в отставке.
В своих сочинениях, на военных играх и манёврах развивал теорию окружения и уничтожения противника путём сокрушительного удара по его флангам (или одному из них) с последующим выходом в тыл.
Известен его «План закрывающейся двери», или «План Шлиффена» (составлен в 1905 году), план военной кампании длительностью 39 суток, с последующий разворотом всех сил на Восток, против России. Суть замысла Шлиффена — большой обходной манёвр, т. н. «заход правым флангом» — концентрическое полуокружение французской армии через Бельгию и Пикардию и захватом по пути Парижа. Кульминация — полный разгром прижатых к германской границе французских войск, ошеломлённых тем, что вся огромная германская армия оказалась у них в тылу. Для реализации этого сверхдерзкого плана Шлиффен готов был пожертвовать обороной самой Германии, пойдя на полную отдачу русским Восточной Пруссии и пассивную оборону минимальными силами Лотарингии. Известны слова Шлиффена, сказанные им на смертном одре: «Укреплять только правый фланг».
Шлиффен считал, что само существование любой европейской нации при существующем международном разделении труда основано на хорошо налаженном товарообмене, и потому ведение длительной войны для Германии невозможно. По его мнению, в начале века международная ситуация была чрезвычайно благоприятна для разгрома давнего врага Германии — Франции: Англия уже не имела в то время на континенте достаточных для ведения войны войсковых формирований, Россия была занята войной с Японией, а Италия придерживалась политики нейтралитета.
Во время Первой мировой войны реализовать план Шлиффена не удалось в силу того, что конфигурация плана Шлиффена была изменена: в частности, по инициативе кайзера Вильгельма II было усилено восточно-прусское направление и фатальным образом ослаблены войска главного удара — т. н. шлиффеновский «правый фланг» — 1 и 2 германские армии. Как позже выяснилось, только план Шлиффена давал Германии шанс разбить франко-русско-английскую коалицию по частям, так как по всем показателям противник был сильнее Германии.
Но при подготовке Второй мировой войны Гитлер, уверенный (на основании срыва Великобританией и Францией Московских переговоров 1939 г., на которых так и не было подписано соглашение о союзе против агрессии гитлеровской Германии) в полном исключении опасности войны на два фронта, решился воспользоваться разработками Шлиффена, и основные положения плана (марш через Бельгию) были оставлены в силе. Благодаря решительным действиям Манштейна, Гудериана и других выдающихся немецких военачальников, использовавших новую тактику «блицкрига» и наступления через Арденны, считавшихся французами маловероятным направлением для главного удара, бои привели к быстрому разгрому Франции.
Автор плана ведения войны Германией на два фронта против Франции и России, фон Шлиффен готовил армию к молниеносной атаке, рассчитывая добиться победы в течение одной летней кампании. Его взгляды оказали большое влияние на формирование военной доктрины Германии в Первой и Второй мировой войнах.

## Награды
- Орден святого Александра Невского (13.01.1897)[3]

## Сочинения
- «Канны». 2-е изд. М.: Воениздат, 1938.